# المپیاد ریاضی آزاد دانشگاه بلاروسی-روسی
المپیاد ریاضی آزاد دانشگاه بلاروسی-روسی یک مسابقه سالانه ریاضی برای دانشجویان مؤسسات آموزش عالی است که از سال ۲۰۱۰ تا کنون در دانشگاه بلاروسی-روسی شهر موگیلف در بلاروس برگزار شده است.
تیم‌هایی از دانشگاه‌های مختلف متشکل از حداکثر دو دانشجو (در مقاطع کارشناسی یا کارشناسی ارشد) و یک سرپرست در این المپیاد شرکت می‌کنند. رتبه‌بندی به صورت انفرادی بوده و به برندگان مدالهای طلا و نقره و برنز اهدا می‌گردد. این مسابقه در یک مرحله و به صورت تستی برگزار می‌گردد (معمولاً ۳۰ سؤال و ۵ ساعت وقت در نظر گرفته می‌شود). سؤالات مسابقه از شاخه‌های جبر، نظریه اعداد، آنالیز (حقیقی و مختلط)، هندسه تحلیلی، ترکیبیات و معادلات دیفرانسیل هستند.
مسابقه به دو زبان انگلیسی و روسی برگزار می‌شود.
در شمارش امتیازات به سختی مسائل توجه می‌شود و هر چه تعداد افرادی که یک مسئله را حل می‌کنند بیشتر باشد امتیاز آن سؤال کمتر است. دوازده نفر از شرکت کنندگان به عنوان برنده مدال کسب کرده و شش نفر دیگر لوح تقدیر می‌گیرند.